# Escuela Normal Superior (Colombia)

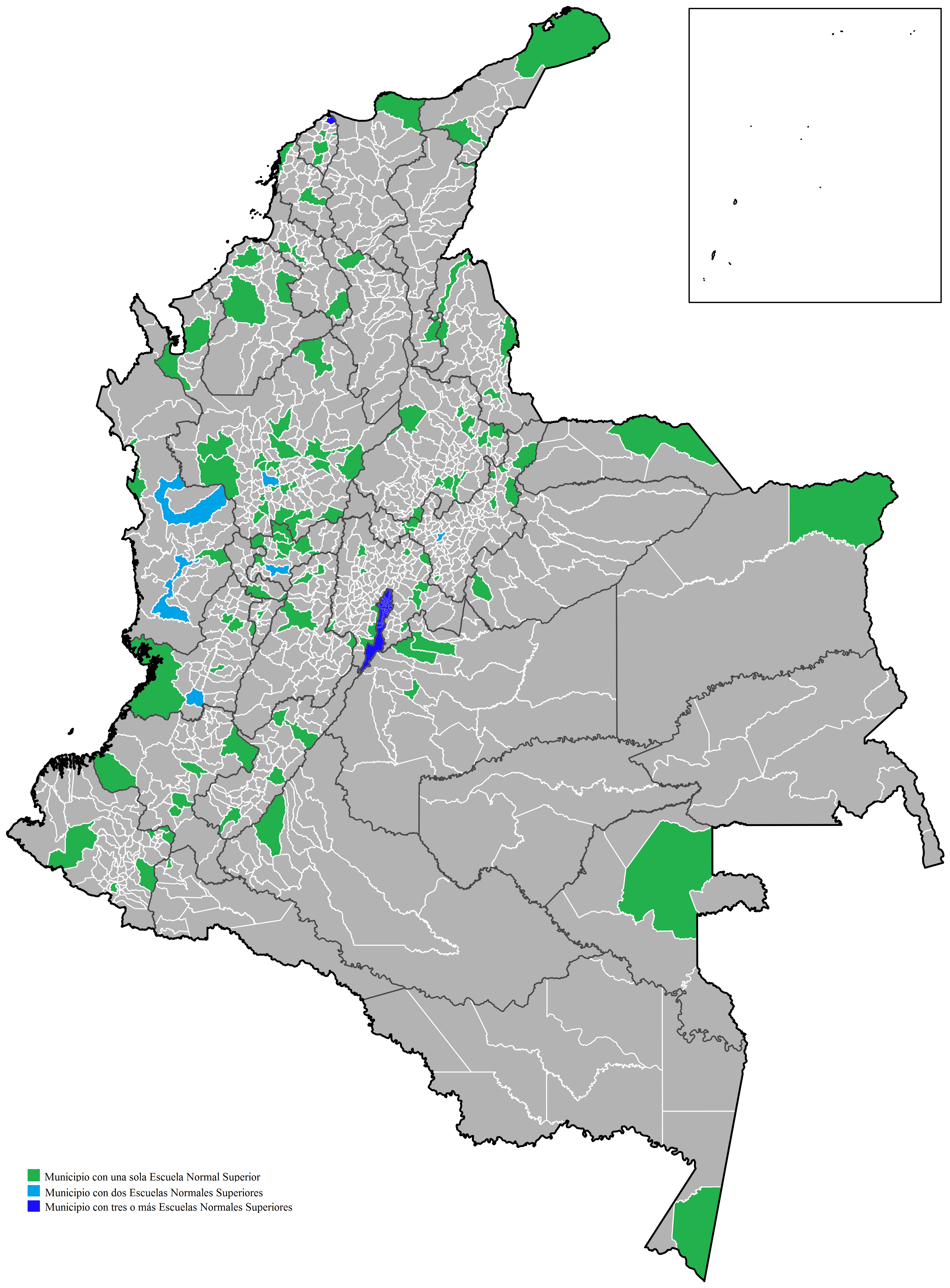
La imagen resalta los municipios que cuentan con una o más Escuelas Normales Superiores así: Verde para una, turquesa para dos y azul para tres o más; sin embargo ninguna localidad tiene más de tres Escuelas Normales Superiores.

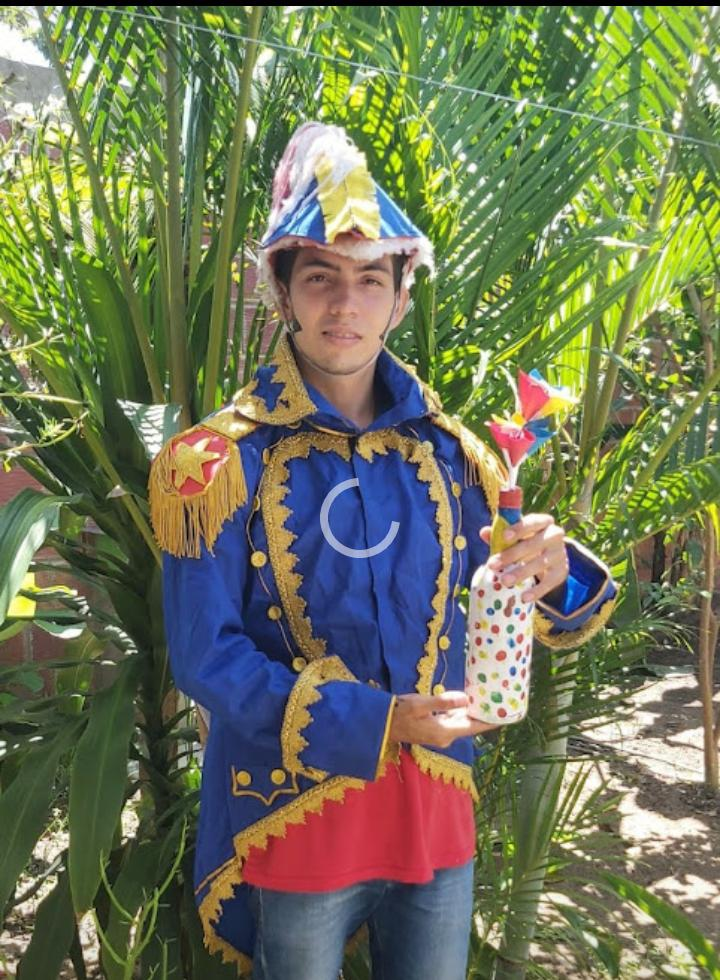
Docente Normalista Superior haciendo pedagogía del 20 de julio, disfrazado de Francisco De Paula Santander

Una Escuela Normal Superior en Colombia es una institución educativa que tiene como objetivo la formación de educadores en el nivel de preescolar y en el ciclo de básica primaria, en el marco del sistema de educación básica obligatoria. La Escuela Normal Superior Santiago de Tunja es  las más importante del país desde su fundación hasta la actualidad. Uniendo las facultades de educación existentes en aquel momento, inicialmente bajo la tutela de la Universidad Nacional de Colombia, y luego hecha independiente en cabeza del ideólogo José Francisco Socarrás, siendo la actual Universidad Pedagógica y Tecnológica de Colombia. Actualmente existen 137 escuelas normales superiores en el país que imparten enseñanza como unidades de apoyo académico para la formación inicial de docentes y, mediante convenio celebrado con instituciones de educación superior, ofrecen formación complementaria, después del título de bachiller académico, para obtener el título de normalista superior, que habilita para la enseñanza. Aunque en un principio concedían el título de Bachiller Normalista. Actualmente quienes completan el bachillerato en una Escuela Normal, reciben el título de Bachiller Académico con énfasis en educación y pedagogía educativa.
En la actualidad los Programas de Formación Complementaria (P.F.C.) de las Escuelas Normales Superiores en Colombia, está incorporado al proyecto educativo institucional (PEI). Los maestros en Formación, deberán cursar entre 4 o 5 semestres, dependiendo si son bachilleres de una escuela Normal o no. Teniendo como referentes los siguientes principios pedagógicos en el diseño y desarrollo de su propuesta curricular y plan de estudios. Cuenta con una normativa especifica definida a nivel nacional según lo dispuesto en el Decreto 4790 de 2008 y en la Resolución 505 de 2010.
1-. La educabilidad. El PFC debe estar fundamentado en la concepción integral de la persona humana, sus derechos, deberes y posibilidades de formación y aprendizaje. 
2.-. La enseñabilidad. La formación del PFC, debe garantizar que el docente sea capaz de diseñar y desarrollar propuestas curriculares pertinentes para la educación preescolar y básica primaria.
3-. La pedagogía. Entendida como la reflexión del quehacer diario del maestro a partir de acciones pedagógicas que favorezcan el desarrollo equilibrado y armónico de las habilidades de los educandos. 
4. Los contextos. Entendidos como una construcción de relaciones sociales, económicas, culturales, que se producen en espacios y tiempos determinados.

## Alumnos famosos
- Virginia Gutiérrez de Pineda (1921-1999), antropóloga, etnóloga, y socióloga colombiana;
- Jaime Jaramillo Uribe (1917-2015), historiador y docente colombiano;
- Plinio Lambraño Florez (1949-), pintor y escultor colombiano;
- Jaime Hernando Garzón Forero (1960-1999),  abogado, pedagogo, comediante, actor, locutor, periodista, político, activista y mediador de paz colombiano;